# Latrobe (rzeka)
Latrobe River, nazywana też La Trobe lub LaTrobe – rzeka w Gippslandzie, w Wiktorii (Australia). Rozpoczyna swój bieg w Australijskich Alpach i płynie na południowy wschód poprzez Dolinę Latrobe do jeziora Wellington, jednego z licznych jezior Gippslandzkich.  
W 1840 rzekę odkrył Angus McMillan i nazwał ją Glengarry po głowie szkockiego klanu McDonnell. W tym samym roku Paweł Edmund Strzelecki dotarł do rzeki i jej źródeł i nazwał ją  na cześć Charlsa Josepha La Trobe, pierwszym gubernatorze Wiktorii. Przez ponad 100 lat rzeka La Trobe w miejscu, gdzie wpada do niej z rzeka Thompson była znana jako rzeka Glengarry.
Źródło: Rzeki Wiktorii (tytuł oryg. Rivers of Victoria).